# Советник (фильм)
«Советник» (англ. The Counselor) — криминальный триллер сопродюсера и режиссёра Ридли Скотта по сценарию Кормака Маккарти. Премьера в США состоялась 25 октября 2013 года, в России — 31 октября 2013 года. Фильм посвящается памяти брата режиссёра, Тони Скотта.

## Сюжет
Фильм начинается с постельной сцены Советника (Майкл Фассбендер) и его подруги Лауры (Пенелопа Крус). В это же время в Мексике кокаин упаковывают в бочки и прячут в грузовик c канализационными водами. Грузовик пересекает границу и направляется к очистным сооружениям. Советник отправляется в Амстердам, заявляя, что это командировка, но на самом деле он покупает у голландского ювелира (Бруно Ганц) обручальное кольцо для Лауры. Вернувшись в Соединённые Штаты, он делает Лауре предложение, и она соглашается. Позднее он появляется на вечеринке в особняке, принадлежащем его клиенту Райнеру (Хавьер Бардем) и его подруге Малкиной (Камерон Диас). У Советника и Райнера (отвечающего за часть трафика картеля в США) складывается продолжительная дискуссия, в ходе которой Райнер предупреждает, что Советник, войдя в наркобизнес, может обрести больше власти и средств, чем имеет, но должен помнить, что они имеют дело с очень жёсткими партнёрами.
Советник встречается с деловым партнёром Райнера — Уэстрэем (Брэд Питт), чтобы поделиться своей заинтересованностью в сделке с наркотиками, выгода которой составляет почти четыреста процентов. Уэстрэй предупреждает Советника - мексиканские картели безжалостны, особенно к тем, кто работает на государство. Позже Советник навещает свою клиентку, заключённую по имени Рут (Рози Перес), чей сын, байкер, известный как Зелёный Шершень (Ричард Кабрал), недавно был арестован за превышение скорости. Советник соглашается выплатить штраф, чтобы выручить того из тюрьмы, не зная, что Зелёный Шершень является курьером в трафике картеля.
Малкина, отслеживающая все действия своего любовника Райнера, нанимает Монтёра (Сэм Спруелл), чтобы угнать грузовик с наркотиками. Он натягивает проволоку через шоссе, по которому мчится Зелёный Шершень. Ослеплённому прожектором байкеру проволока отрезает голову. Вынув голову из шлема и забрав прибор, который позволит грузовику завестись, Монтёр едет на очистные сооружения, где угоняет грузовик с кокаином. Узнав об этом инциденте, Уэстрэй звонит Советнику, чтобы предупредить его, что Зелёный Шершень мёртв, кокаин украден, и всем участникам сделки надо спасаться, так как Рут и картель считают Советника, Райнера и Уэстрея связанными со смертью байкера и пропажей наркотика. Советник просит помощи у Райнера, но не получает таковой.
Между тем в Техасе два боевика из картеля, притворяясь сотрудниками полиции, останавливают Монтёра и его сообщника. Последний стреляет и убивает одного из «офицеров» и ранит другого. В завязавшейся перестрелке раненый боевик убивает сообщника и Монтёра, случайно простреливает ёмкость с отходами, а заодно убивает некстати оказавшегося рядом автомобилиста. Одновременно Райнер убит членами картеля, а Лаура похищена. Собравшись с последними силами, Советник связывается с Шефом (Рубен Бладес), высокопоставленным членом картеля, чтобы узнать местонахождение Лауры. Шеф утверждает, что не знает, и советует Советнику жить с выбором, который он сделал. После того, как у раненого боевика извлекают пулю и чинят грузовик, он отправляется на встречу в Чикаго, где клиент получает свой кокаин.
Советник возвращается в Мексику, в надежде найти Лауру. У двери его гостиничного номера мальчишка оставляет конверт. Советник открывает его и находит DVD с надписью «Hola!» (исп. «Привет!»). Советник терпит окончательный крах всей жизни, понимая, что это снафф-видео с Лаурой, снятое людьми из картеля (о таких способах расправы его ранее предупреждал Уэстрэй). Между тем Малкина начинает заметать следы неудавшейся кражи наркотиков. Она преследует Уэстрэя, который скрывается в Лондоне, и нанимает девушку соблазнить его и тайно извлечь информацию о его банковских счетах и паролях. После этого нанятые Малкиной киллеры жестоко убивают Уэстрэя, и Малкина получает ноутбук, который он держал в руках. Малкина встречается со своим банкиром (Горан Вишнич) в дорогом ресторане. Они болтают о том, как она потратит свои деньги. Они, очевидно, знают друг друга, и она говорит ему, что он больше не нужен и что он должен выйти из их бизнеса, потому что в случае необходимости он будет устранён. Они готовы сделать заказ, и фильм заканчивается фразой Малкиной: «Я хочу есть».

## В ролях
| Актёр            | Роль                  |
| ---------------- | --------------------- |
| Майкл Фассбендер | Советник              |
| Хавьер Бардем    | Райнер                |
| Камерон Диас     | Малкина               |
| Брэд Питт        | Уэстрэй               |
| Пенелопа Крус    | Лаура                 |
| Рози Перес       | Рут                   |
| Натали Дормер    | блондинка             |
| Бруно Ганц       | торговец бриллиантами |
| Горан Вишнич     | Майкл (банкир)        |
| Тоби Кеббелл     | Тони                  |
| Рубен Бладес     | Шеф                   |
| Сэм Спруелл      | Монтёр                |
| Джон Легуизамо   | Рэнди                 |
| Дин Норрис       | покупатель            |

## Создание
31 января 2012 года стало известно, что Ридли Скотт присматривается к нескольким новым кинопроектам, и велика вероятность того, что именно «Советник» станет его следующим фильмом после «Прометея». 9 февраля эта информация была подтверждена официально: прославленный режиссёр возмётся за съёмки «Советника». Вскоре стало известно, что звезда «Прометея» Майкл Фассбендер ведёт переговоры о съёмках в фильме. 21 февраля Deadline.com объявил, что он получил главную роль в картине: успешного адвоката, который оказался втянут в наркоторговлю.
24 февраля Deadline.com сообщил о заинтересованности сразу трёх популярных актёров, Джереми Реннера, Хавьера Бардема и Брэда Питта, во второй главной роли киноленты. 8 марта выяснилось, что именно Бардем — фаворит режиссёра, но Реннер и Питт пока ещё претендуют на роль. А Натали Портман рассматривается в качестве невесты главного героя Лауры. 8 апреля было подтверждено, что Бардем получил роль Рейнера, но и Питт «не остался за бортом» и сыграет Уэстрея, одного из второплановых персонажей.
Как сообщил киножурнал The Hollywood Reporter 19 апреля: Пенелопа Крус может заполучить роль в фильме и впервые после комедии «Вики Кристина Барселона» (2008) сыграть вместе со своим мужем Хавьером Бардемом. Информация подтвердилась, однако, оставалось неясным, какую именно роль Крус исполнит в «Советнике». Как выяснилось позже — Лауру. 8 мая Twitch сообщил, что Камерон Диас сыграет в фильме Малкину, роль, на которую ранее претендовала Анджелина Джоли.
Основные съёмки начались 27 июля 2012 года в Лондоне. 20 августа Ридли Скотт остановил производство фильма в связи со смертью его брата Тони Скотта. Он поехал в Лос-Анджелес, чтобы быть вместе с семьёй брата. 3 сентября Скотт вернулся в Лондон и продолжил производство фильма. Официально съёмки завершились 5 октября 2012 года и суммарно проходили в США, Испании, и Великобритании.